# Holochelus tataricus
Holochelus tataricus är en skalbaggsart som beskrevs av Franz Faldermann 1835. Holochelus tataricus ingår i släktet Holochelus och familjen Melolonthidae. Inga underarter finns listade i Catalogue of Life.